# Praelongorthezia molinarii
Praelongorthezia molinarii är en insektsart som först beskrevs av Morrison 1952.  Praelongorthezia molinarii ingår i släktet Praelongorthezia och familjen vaxsköldlöss. Inga underarter finns listade i Catalogue of Life.